# 하동군의 지질

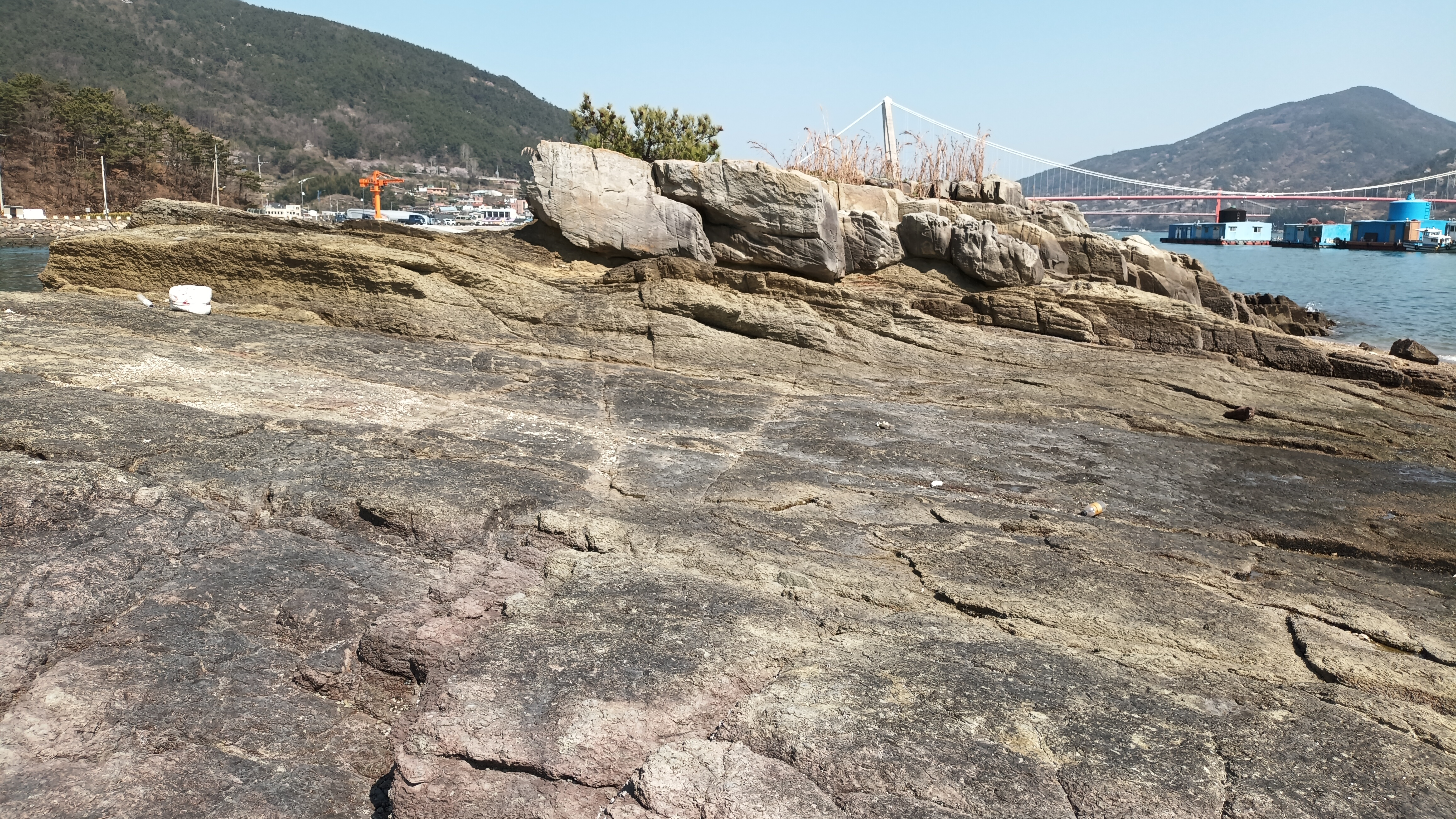
하동군 금남면 송문리 해안의 하산동층 (금남면 송문리 산 191 남동 해안지역), 이암층 위에 하도구조에 의해 형성된 사암층이 퇴적되었다. 뒤로 남해대교가 보인다.

본 문서에서는 경상남도 하동군의 지질과 하동군 지역에서 발견된 백악기 화석 및 하동-산청 회장암체의 철-티타늄 광상에 대해 설명한다.

## 개요
경상남도 하동군은 지체 구조상 선캄브리아기 영남 지괴/영남 육괴와 중생대 백악기의 퇴적 분지 경상 분지의 경계에 위치해 있어, 대략 남해고속도로를 경계로 그 북서부에는 지리산 지역까지 모두 선캄브리아기 편마암류가 분포하며, 남동부의 금성면, 금남면, 진교면 지역에는 중생대 백악기의 퇴적암 지층 경상 누층군의 낙동층과 하산동층이 분포하며 이 두 지층에서 다수의 공룡 화석이 발견된다.
1:5만 지질도 상으로,
- 화개 지질도폭(1970)의 남동부 (화개면, 청암면 북서부, 악양면 북부)[3]
- 단성 지질도폭(1968)의 남서부 (청암면 중부, 옥종면)[4]
- 하동 지질도폭(1989)의 북동부 (악양면 남부, 하동읍 북서부)[5]
- 진교 지질도폭(1965)의 서부 (하동읍 남동부, 적량면, 청암면 남동부, 횡천면, 북천면, 양보면, 고전면, 진교면)[6]
- 남해 지질도폭(1989)의 북부 (금성면, 금남면)[7]

에 해당한다.

## 선캄브리아기편마암
하동군 내에서 영남 지괴에 속하는 선캄브리아기 암석들은 고전면, 횡천면, 양보면, 옥종면, 청암면, 악양면, 화개면과 지리산 지역에 분포하며 구례군, 산청군, 함양군, 남원시 지역으로 이어진다. 박계헌 외(2000)는 지리산 지역에 분포하는 변성암류의 전암 및 석류석에 대해 사마륨-네오디뮴(Sm-Nd) 연대측정을 실시하여, 반상변정질 편마암 1819±53 Ma, 니질편마암 1780±26 Ma, 반상변정질 편마암 내 포획된 우흑질 백립암 1717±17 Ma, 석영장석질 편마암 내 포획된 니질편마암 1763±14 Ma의 연대를 보고하였다.

### 시추공
한국지질자원연구원(2024)은 하동군 하동적량농공단지(지번: 하동군 적량면 동산리 1109/적량면 한옥정길 36-12, 지표 지질은 우백화강암질 편마암) 지역에서 편마암에 대해 754.3 m 깊이로 시추공을 뚫어 암석의 지구과학적 특성을 연구하였다. 시추코어 내에서는 화강암질 편마암, 흑운모 편마암, 반상화강암질 편마암 등 다양한 암석이 나타나며 지하 561 m 지점에 큰 단층이 발달한다.

### 혼성페그마타이트질편마암
혼성페그마타이트질편마암은 하동군 화개면 북부, 지리산 주능선의 고지대에 분포하는 편마암이다. 대체로 화강암질 편마암과 접하나 피아골 부근에서는 미그마타이트(혼성암)질 편마암과 단층으로 접한다. 이 암석은 세석평전 부근에서 연곡 단층에 의해 절단되었다. 미사장석, 사장석, 석영, 흑운모, 백운모 등으로 구성된다.

### 화강암질 편마암
화강암질 편마암은 화개면 황장산(947 m)에서 지리산 삼신봉과 천왕봉 아래까지 지리산 중턱에 분포한다. 괴상 화강암질 편마암과 유사하나 엽리가 잘 발달하고 반상변정을 갖고 있지 않아 화강암질 편마암, 반상변정 편마암과 구분된다. 연곡 단층의 동측에서는 대체로 반상 변정 편마암의 외곽부에 따라 대상으로 넓게 분포한다. 화강암질 편마암은 괴상 화강암질 편마암 및 미그마타이트질 편마암과는 점이적으로서 전자와의 접촉부에서는 엽리가 점차로 희미하게 되다가 괴상으로 점이되며 후자와의 접촉부에는 엽리가 점차로 발달한다. 화강암질 편마암은 괴상 화강암질 편마암 및 반상 변정 편마암에 비하여 화강암화작용을 받은 정도가 약하다. 화강암질 편마암 중에는 변성퇴적암(규암, 운모편암 및 점판암)의 잔류물이 포함되어 있다.

### 지리산불일폭포와슈도타킬라이트
강희철 외(2019)는 하동군 화개면 지리산 불일폭포 하상의 화강암질 편마암에서 슈도타킬라이트를 보고하였다. 이곳의 노두에서 단층암은 슈도타킬라이트와 엽리상 파쇄암(foliated cataclasite)으로 구분된다. 단층 작용에 수반된 암회색 슈도타킬라이트의 산출 형태는 수 밀리미터~수 센티미터 단위의 두께로 단층면을 따라 발달한 단층세맥형과 단층세맥형의 슈도타킬라이트로부터 그 용융물이 주변암에 주입되어 형성된 주입세맥형으로 구분된다. 불일폭포 주변의 하상에는 상당수의 암회색 미세 암맥(vein)들이 발달하여 있는데 강희철 외는 이 암회색의 세맥들이 마그마의 관입에 의한 것이 아니라 단층대 내의 암석들이 용융되어 유동성 있는 단층암인 슈도타킬라이트로 발달한 것으로 보았다. 슈도타킬라이트의 생성은 백악기 후기 이후로 추정되며 단층의 운동성향은 우수향 주향이동으로 해석된다.

### 괴상 화강암질 편마암
괴상 화강암질 편마암(gnmg)은 화개면 탑리, 부춘리, 악양면 등촌리, 청암면 묵계리 등지에 분포하며 지리산 지역 변성암류 중에서 화강암화 작용을 가장 세게 받아 외관상 화강암과 유사하다. 특히 화개장터 부근의 괴상 화강암질 편마암은 외관상 화강암에 가장 가까운 것으로 고도의 화강암화 작용을 받았으며 화강암화 작용의 중심이 된 부분으로 추정된다. 악양면 지역에서 섬록암 및 화강섬록암에 의하여 관입당했으며 악양면 매계리 부근에서는 괴상 화강암질 편마암이 화강섬록암중에 포획되어 있다.

### 백립암
백립암은 청암면 묵계리 지역에 분포하며 괴상 화강암질 편마암 및 반상 변정 편마암과 접촉하고 양자의 관계는 점이적이다. 화개 지질도폭(1964)에 의하면 이 암석은 다른 편마암류에 비해 우백색을 띠고 다른 암석과의 경계선과 거의 일치하는 방향으로 엽리가 발달한다. 단성 지질도폭(1964)에 의하면 백립암은 하동군 청암면 묵계리에서 산청군 시천면 지역까지 남-북 방향으로 길게 분포하며 청암면 묵계리 지역은 폭이 4 km 이상이나 북부로 감에 따라 좁아진다. 본 암체의 서측은 어느 곳에서나 반상 변정 편마암과 접하나 동측에서는 호상 편마암, 반상 변정 편마암, 석회규산염암 내지 녹니석 편암과 접촉한다. 엽리의 일반적인 주향은 북동 5~15°, 경사는 북서 50~75°이다.

### 편마암류 반상변정편마암
편마암류 반상변정편마암(gnp)은 하동군 악양면, 청암면, 하동읍, 적량면의 경계 산악 지역에 분포하는 편마암이다. 편마암 속에 미사장석이 반상 변정(porphyroblast)으로 발달하는 암석이다. 화개면에서 괴상 화강암질 편마암의 주변부에 따라서 대상으로 분포한다. 연곡 단층의 서측에서는 배사축에 따라서 연곡계곡, 덕운내 계곡과 화엄사 계곡 등에 남북방향으로 분포한다. 파도리부근 도산천 계곡에서는 약간 불규칙하게 분포된다. 연곡천계곡 및 만항 부근에서는 화강암질 편마암내에 산재한다. 화엄사 계곡과 덕운내 계곡에 분포하는 본암은 배사축에 따라서 분포되어 있다.
단성 지질도폭(1964)에 의하면 청암면 중이리에서 상이리를 지나 옥종면 궁항리 서쪽 끝 지역까지 대략 남북 방향으로 길게 분포하며 또한 사이에 회색 화강암질 편마암을 두고 청암면-옥종면-횡천면 경계 지역에서 궁항리 동부를 지나 산청군으로 이어지는 대상 분포지가 있으며 둘 다 산청군 시천면 지역으로 연장된다. 백립암이 본 암석을 관입한 것 같은 접촉 관계를 보여주는 부분도 있으나 그것은 국부적으로 관입한 암맥에 의한 것이며 대체로는 점이적인 관계이다.
하동 지질도폭(1989)에 의하면 하동군 하동읍 적량면, 악양면, 하동읍에 분포하며 섬진강을 넘어 광양시 지역으로 연장된다. 본 암석은 풍화, 침식작용에 대한 저항에 강하여 산릉을 형성한다. 엽리의 방향은 주향 북동 15~60°, 경사 북서 20~40° 이나 주향은 남동 또는 북서 10~30°, 경사 북동 15~75°로 나타난다.
진교 지질도폭(1965)에 의하면 반상 변정 편마암은 주로 하동읍을 중심으로 하여 적량면과 청암면 중서부에 분포한다. 하동읍을 중심으로 한 반상 변정 편마암은 지리산, 광양 지역으로 계속 연장되어 광범하게 분포하여 과거 일본인들이 하동 편마암이라 불렀다. 미약한 엽리 구조를 보이는데 그 주향은 북북동이고 서쪽으로 경사하는데 하동읍 이북에서는 40° 내외의 완경사롤 이루고 이남에서는 70° 내외의 급경사를 나타낸다. 본 암석의 구성 광물은 주로 미사장석, 석영, 흑운모이며 대부분 조립질에 타형이다.
하동군의 편마암
- 각섬석편마암, 하동군 옥종면 두양리 지방도 제1005호선 도로변
- 각섬석편마암, 하동군 옥종면 두양리 지방도 제1005호선 도로변

### 하동-산청 회장암체
영남 육괴의 지리산 편마암 복합체 내 하동-산청 지역에는 고원생대의 회장암이 남-북 방향으로 길게 분포하며 이를 하동-산청 회장암체라 한다. 이 회장암체는 경상남도 산청군 생초면에서 단성면, 하동군 옥종면을 지나 북천면화정리, 서황리 지역까지 이어지며 회장암체 내에 티타늄-철 광상이 발달한다.
진교 지질도폭(1965)에 의하면 북천면 서황리, 화정리 지역에서 시작해 옥종면 지역으로 이어지며 더 남쪽인 진교면 월운리 지역에도 소규모로 분포한다. 회장암은 화성 관입암으로 회장암이 분포하는 지역에 인접하여 섬록암이 수반되어 회장암과 섬록암은 동일 암장(巖漿)에서 분화된 것으로 추정된다. 회장암은 분포지 서부의 우백화강암질 편마암과 동부의 각섬석 편마암을 관입하고 경상 누층군 낙동층의 기저 역암층에 의해 부정합으로 덮힌다. 회장암은 주로 사장석으로 구성되며 각섬석을 수반한다.
단성 지질도폭(1968)에 의하면 옥종면 청룡리, 월봉산(348 m), 옥종면 안계리, 정개산(520 m), 옥종면 두양리를 지나 산청군으로 이어지며 분포지의 평균 폭은 2 km 정도이다. 분포지 서부에서는 흑운모 편마암, 우백화강편마암, 메타텍틱편마암과 접하며 동부에서는 각섬석 편마암과 접하는데 운모편암 등 기존 암석을 포획한다.
하동-산청 회장암체, 월횡리 지역
- 하동군 옥종면 호계천로 288
북위 35° 11′ 51.5″ 동경 127° 51′ 54.5″ / 북위 35.197639°  동경 127.865139°
- 북위 35° 11′ 51.5″ 동경 127° 51′ 47.0″ / 북위 35.197639°  동경 127.863056°
- 호계천로 도로변
- 호계천로 도로변
- 호계천로 도로변
북위 35° 11′ 54.0″ 동경 127° 51′ 40.0″ / 북위 35.198333°  동경 127.861111°
- 호계천로 도로변
북위 35° 11′ 50.5″ 동경 127° 52′ 01.0″ / 북위 35.197361°  동경 127.866944°

## 트라이아스기섬록암

### 악양 섬록암
악양면 중심 분지 지역에 분포하는 화강섬록암은 선캄브리아기 편마암을 관입하였으며 사장석, 각섬석, 흑운모 및 석영 등으로 구성된다. SHRIMP 저어콘 U-Pb 연대측정 결과는 229.3±1.9 Ma (중생대 트라이아스기 후기)이다.

### 북천 섬록암
북천면 방화리, 사평리에서 양보면 우복리를 지나 박달리, 지례리까지 남-북 방향으로 분포하는 섬록암은 선캄브리아기 암석을 관입하였고 경상 누층군 낙동층에 의해 부정합으로 덮히며 백악기 석영반암에 의해 관입당했고 박달리 지역에서는 염기성 암맥에 의해 관입당했다. 주로 각섬석과 장석으로 구성되고 석영, 녹니석, 자철석, 녹렴석, 고령토, 견운모, 설석, 방해석이 포함된다. SHRIMP 저어콘 U-Pb 연대측정 결과는 227.3±1.9 Ma (중생대 트라이아스기 후기)이다. 섬록암 분포지 북쪽에는 철-티타늄 광체가 포함된 하동-산청 회장암체가 분포하고 북천면의 섬록암에도 티타늄 광체가 발달하는 것이 곽지영과 최진범(2014)에 의해 최초로 확인되었다. 섬록암 내 광체에서 산출되는 티탄철석 내에는 티탄철석-산화철, 금홍석-산화철 간의 용리(溶離, exsolution) 조직이 관찰되며 이는 섬록암의 관입으로 인한 열에 부분적으로 재용융이 일어난 후 냉각 과정에서 형성된 것으로 추정된다.

## 경상 누층군낙동층

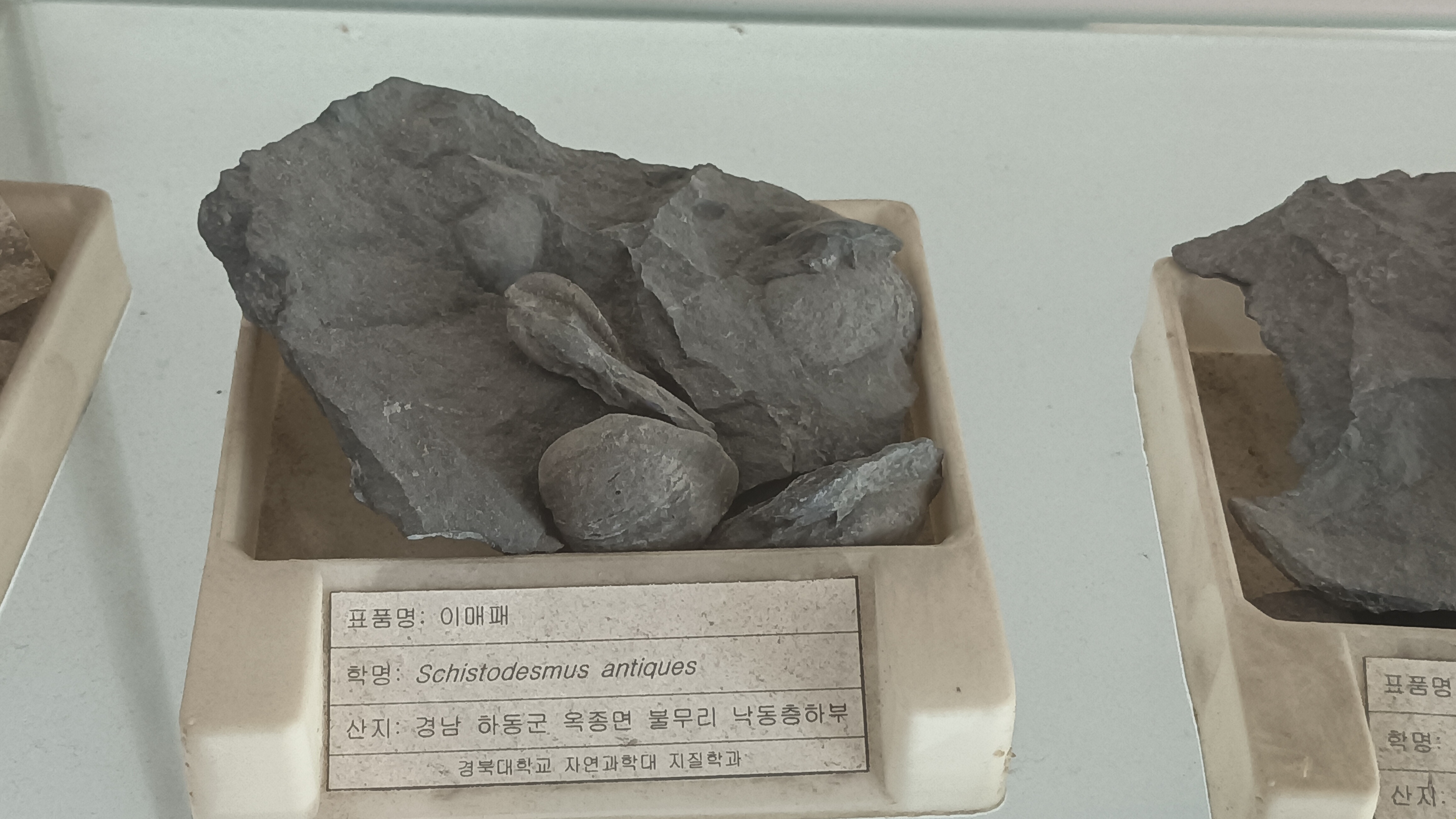
낙동층 하부에서 산출된 이매패류 화석 Schistodesmus antiqus

낙동층은 경상 누층군 신동층군(과거의 낙동층군)의 최하부 지층으로, 영남 육괴에 해당하는 선캄브리아기의 암석을 부정합으로 덮고 있다. 낙동층은 경상 분지 가장 서쪽에서 상주시 사벌국면에서 광양시에 이르기까지 측방으로 약 200 km 연장되며 분포한다.
남해 지질도폭(1989)에 의하면 선캄브리아기 편암류 및 편마암류의 침식면 위에 부정합적으로 놓여 있고 상위의 하산동층과는 정합적인 관계를 가진다. 하산동층에 협재된 자색(赭色)층 중 최하위의 것을 본 층의 상한(上限)으로 삼는다. 도폭 내 하동군 금남면 덕천리에서 금성면 궁항리와 고포리, 광양시 진월면 망덕리에 이르기까지 남서-북동 방향으로 대상(帶狀) 분포한다.
본 층은 남서 방향으로 갈수록 두께가 얇아지고 있는데, 낙동층의 일반적인 두께가 600~700 m인 반면 일대 지역에서는 150~200 m의 두께를 보이고 있어 본 층이 첨멸(尖滅; thinning out, 지층의 두께나 폭이 점점 줄어서 딴 지층 사이에 소실되어 버리는 것)되는 곳임을 나타내고 있다. 전체적으로 조립질의 암상으로서 담회색의 역암, 함력(含礫)조립사암, 역질사암, 조립 내지 중립(中粒)사암, (녹)회색 이암 및 셰일로 구성되어 있으며 담회색 조립사암과 녹회색 사질이암은 호층(互層)을 이루고 있다. 더 자세하게는 함역조립사암 및 역암이 우세한 하부층원과 조립 및 중립사암과 녹회색 이질셰일이 호층을 이루는 상부층원으로 나누어진다..
하동군 금성면 일대의 낙동층 중부에서 두께 3 m 내외의 화산쇄설성 퇴적층이 수평으로 분포하고 있음이 확인되었다. 이로부터 경상 분지는 형성 초기부터 이미 화산 활동이 있었고 이는 퇴적분지 생성에 관여한 것으로 보이는 지구조운동과 병행하여 발생한 것으로 추정된다.
정대교와 김용인(1996)은 광양시 동부~하동군 일대에 분포하는 낙동층의 퇴적환경과 기원암을, 고수류(paleocurrent)를 분석하고 낙동층이 선상지 환경보다는 하천 환경(riverine system)에서 퇴적되었으며 퇴적물은 변성암으로부터 기원했다고 결론 지었다. 이 지역에서 낙동층은 북동-남서 방향으로 500~600 m 두께로 분포하고 역암, 역질사암, 사암, 실트스톤, 이암 등으로 구성되며 박층의 탄질이암이 하부 및 상부에 2~3매 협재된다. 역암의 역들은 대개 직경 10cm 미만의 규암, 사암 등으로 구성되고 흑색 이암에는 식물화석의 파편들이 흔히 발견된다. 낙동층 형성 당시 고수류 방향은 방향은 북쪽에서 남쪽 방향을 지시하고 있으며 이것은 낙동층의 퇴적물 기원지가 북쪽이었음을 지시한다. 낙동층 중부~상부는 하성환경 퇴적으로 이 환경은 하산동층까지 유지되었던 것으로 추정된다.

## 경상 누층군하산동층

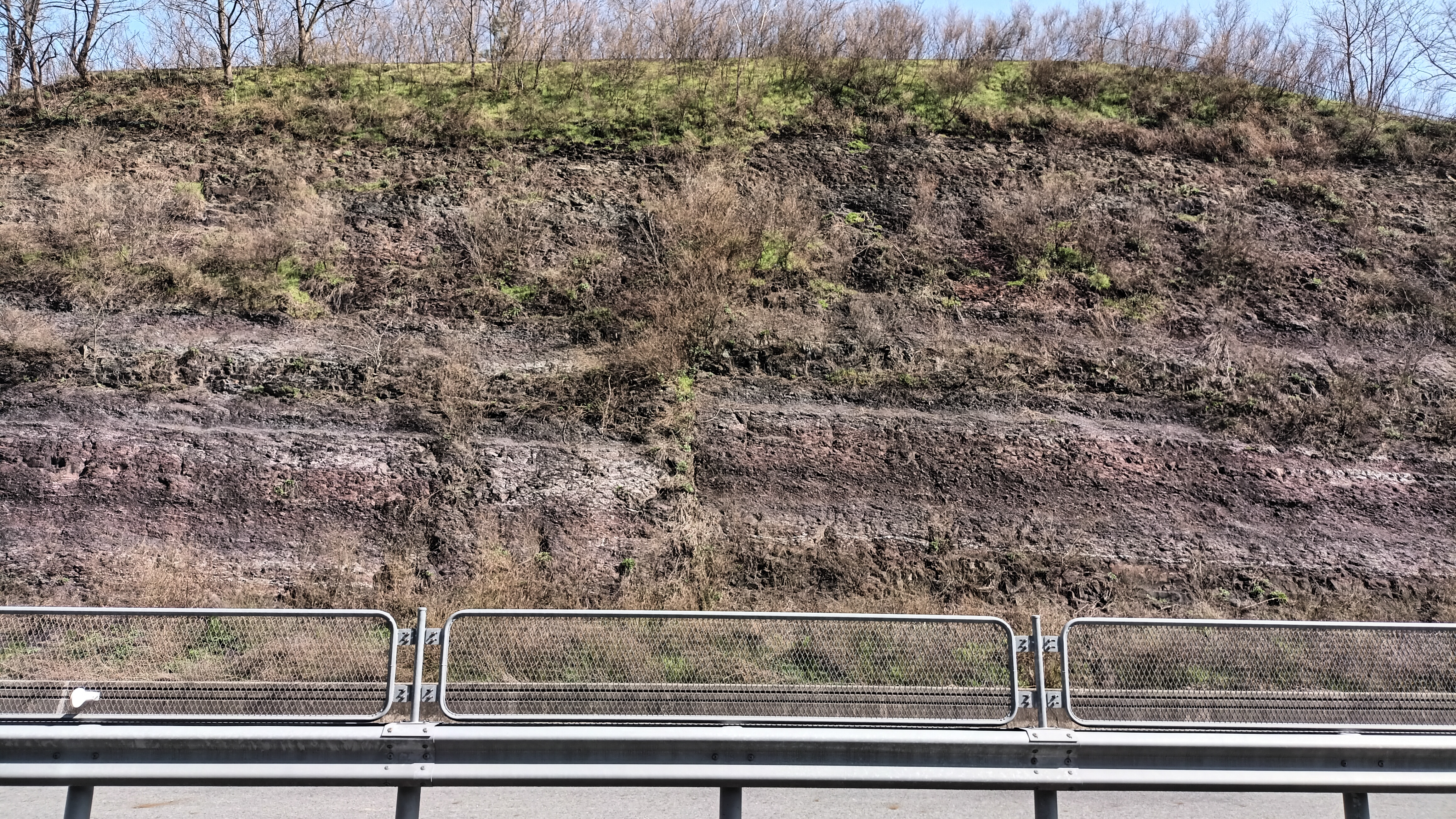
가덕리 갈사만조선산업단지 진입도로의 하산동층

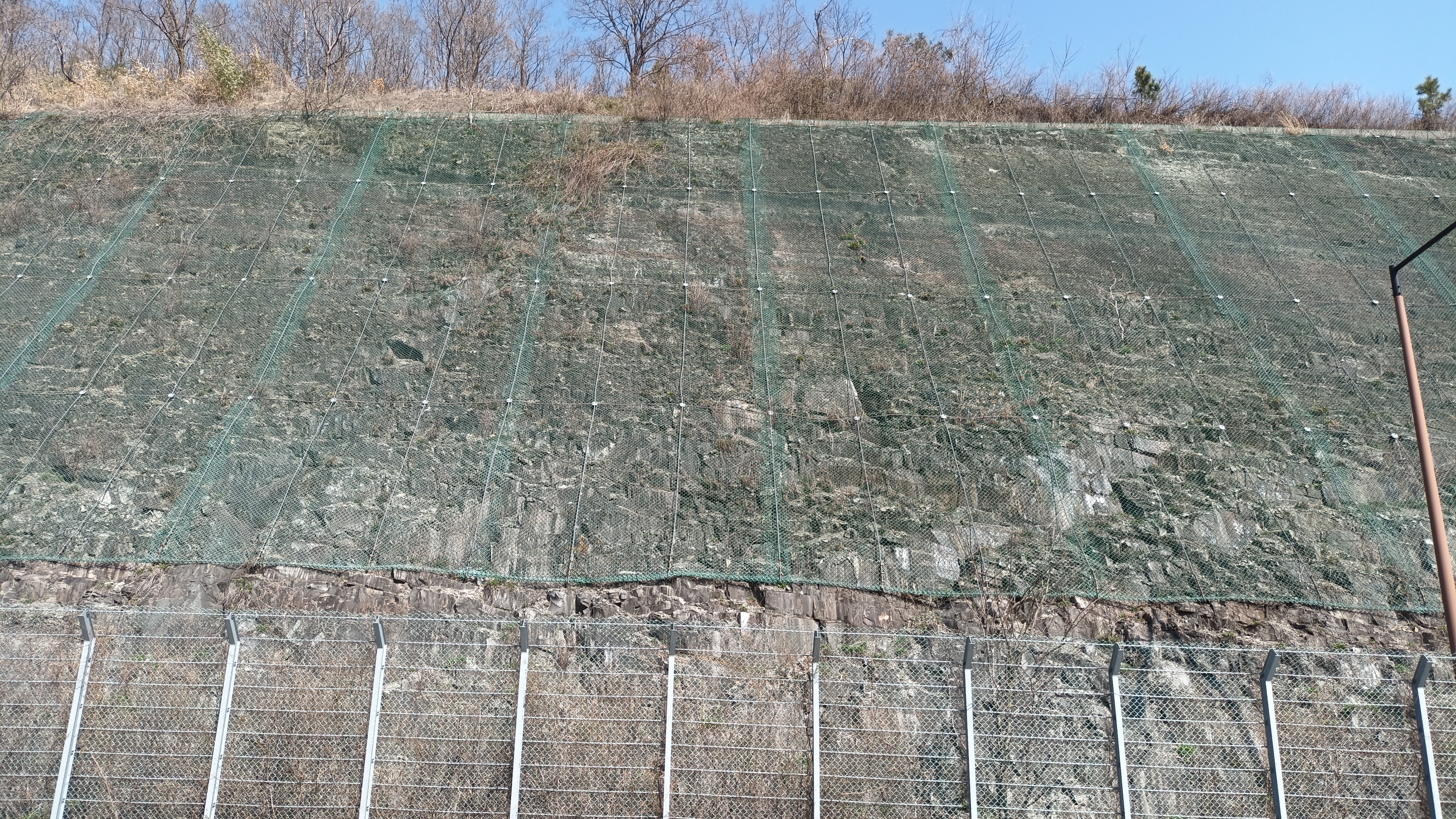
가덕리 갈사만조선산업단지 진입도로, 명덕교차로 절개사면의 하산동층

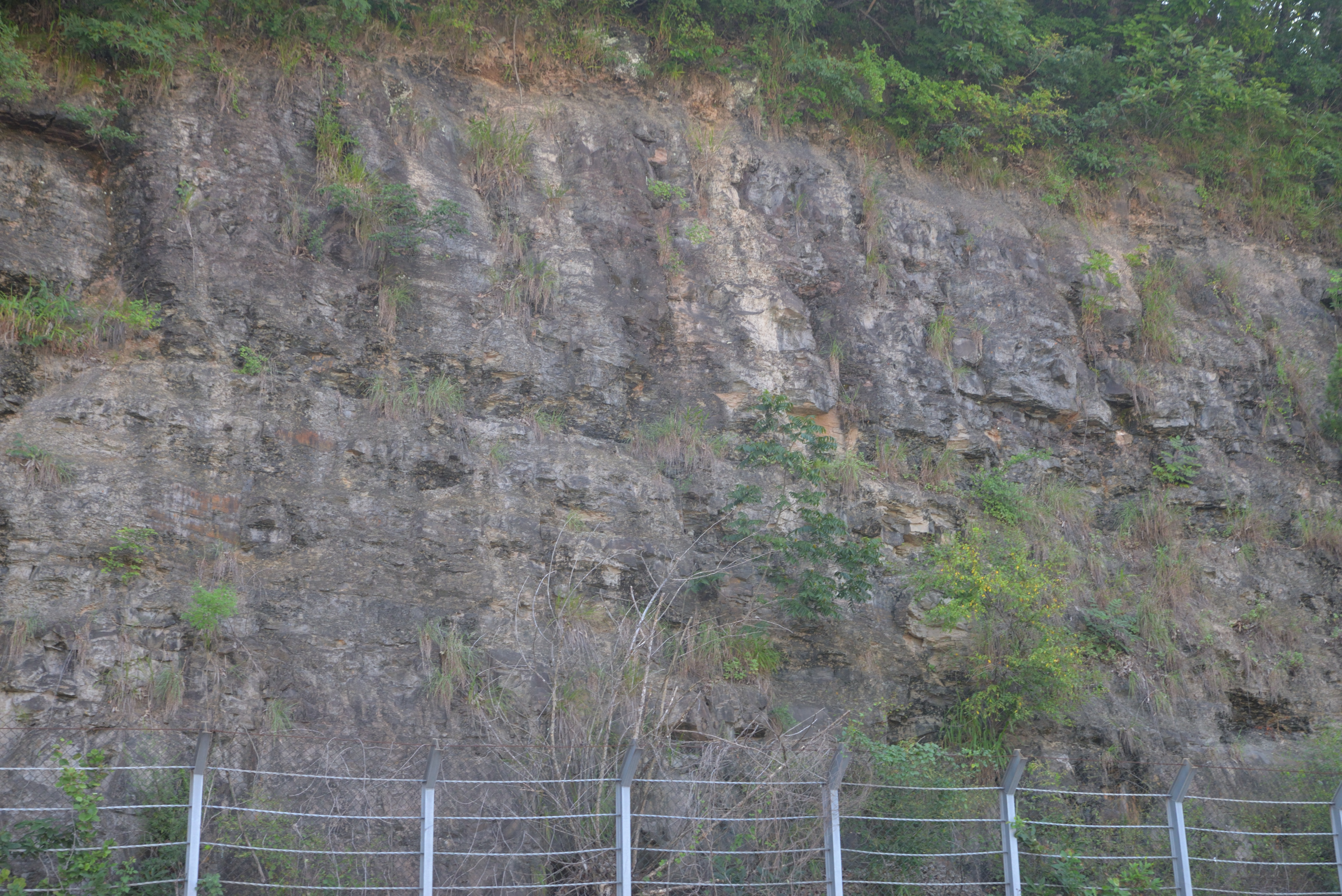
중생대 백악기 경상 분지 경상 누층군 신동층군 하산동층, 하동군 진교면 진교리 상평사거리 북동측 경충로 도로변 (도로명주소: 진교면 경충로 1089 전면)

### 암상
남해 지질도폭(1989)에 의하면 낙동층 위에 정합적으로 놓이며 상·하위층에 없는 붉은색의 자색층을 협재하고 있으며 사천시 서포면과 하동군 금남면 남동부, 남해군 설천면의 북서부를 중심으로 남서방향으로 대상(帶狀)으로 넓게 분포하고 있다. 본 층은 유백색 내지 담회색의 중립/조립질 사암, 함력(含礫)조립질사암, 역암, 역질 사암, 자색 내지 녹회색의 사질 이암, (암회색, 니질) 셰일과 실트스톤으로 구성되어 있다. 본 층의 주향과 경사는 화성암이 관입한 금남면 소재 연대봉 부근과 지역에 따라 다소 변화를 보이나 북동 50~80°, 남동 10~20°가 일반적이다. 그러나 남해도의 북서 해안쪽에는 주향이 차츰 동-서 및 북서 50~80°으로 변하는 경향을 보인다. 두께는 800~1000 m 정도이다. 간혹 하도(河道)역암층과 사층리가 발달하며 특히 월곡리 해안가에는 하도역암층의 노두가 잘 나타나 있다.
하동군 금남면 대치리 산 115 (북위 34° 57′ 19.11″ 동경 127° 53′ 45.83″ / 북위 34.9553083°  동경 127.8960639° )에 드러난 하산동층은 주로 붉은색 셰일로 구성되며 측방 연장성이 불량한 회색~담회색 조립질 사암층이 약 1 m 두께로 렌즈상으로 협재된다. 사암층 상부의 붉은색 이암에서는 서관 구조가 집중 발달하는데 자연 제방 환경으로 판단된다. 이 노두에서 관찰된 특징들로 보아 퇴적 당시의 환경은 건조한 충적 평야의 하도와 범람원 환경으로 해석된다.
하동군 진교면 양포리 해안 지역에는 하산동층의 특징인 붉은색 퇴적층이 없고 전반적으로 (암)회색을 띠는 괴상의 중립 내지 세립사암, 판상 엽층리가 발달한 세립사암, 판상 내지 사엽층리가 발달한 세립사암, 엽층으로 발달한 실트스톤과 이암의 호층, 셰일질이암 등으로 구성된다. 전반적으로 균일한 층리를 이루며, 호안에서 천호저 기원의 파도 연흔, 스트로마톨라이트, 복족류 패각화석층, 무척추동물 생흔화석 등이 나타난다. 이러한 퇴적 특성에 의해 이 퇴적층은 호성 기원으로 해석된다. 연구진들은 이 호성 퇴적층에 대해 암층서 단위인 양포리층원(Yangpori member)으로의 설정을 제안하였다. 이와 함께 양포리층원은 경상 누층군 내에서 스트로마톨라이트가 처음으로 나타나는 층원이라는 특징을 가진다.
하동군 금남면 대송리에 분포하는 하산동층의 하도 기원 함력조립사암층 내에서 크롬운모편(片)들이 확인되었다. 크롬운모편은 지방 광택의 녹색을 띠는 수 밀리미터 내지 수 센티미터 크기의 아원상 내지 원마도가 양호한 판상 입자로 산출되어, 야외에 노출된 사암 내에서 비교적 쉽게 육안으로 관찰된다. X-선형광분석과 X-선회절분석 결과 이 광물의 화학구조식은 (K0.72Na0.03Ca0.04) (Al1.62Fe0.07Mg0.11Cr0.09)(Si3.52Ti0.02Al0.46)O10(OH)2로 계산되었으며, Cr2O3의 함량을 기준으로 fuchsite로 감정되었다. 이 지역의 하산동층에 중성 암맥들이 국부적으로 발달해 있으나, 이 지역에서 산출하는 크롬운모는 열수변질이나 광역 변성 작용을 받지 않은 함력조립사암층 내에 파편상으로 산재하여 나타난다. 이와 함께 크롬운모편들이 원마를 받은 상태로 일반 역들과 함께 산출함은 이들이 속성기원이 아닌 쇄설기원임을 뚜렷이 지시한다. 또한 크롬운모편이 산출돠는 퇴적층은 하산동층의 일반적인 퇴적환경인 하천 환경에서 퇴적되었으며 따라서 크롬운모편들은 기원지에 노출된 크롬운모를 함유한 암석의 침식 작용으로부터 기원한 것으로 해석된다.

### 화석
이매패류
양승영(1982)은 하동군 금남면 수문리의 하산동층에서 이매패류 화석을 발견하였다. 하산동층 하부층원은 이암/셰일과 사암이 교호하며 적색, 녹색, 녹회색, 암회색이 우세하고 하부와 중부 2개 층준에 역암이 협재된다. 하부층원에서는 3개 층준에 걸쳐 화석이 산출되며 Nagdongia soni의 화석이 암회색이나 녹회색 셰일에서 드물게 산출된다. 그리고 쌍각류 조개의 화석이 역암에서 산출된다. 하산동층 중부층원은 두께 100 m에 사암과 역암으로 구성되며 곳에 따라 셰일과 실트스톤이 협재되나 화석은 나오지 않았다. 하산동층 상부층원은 이암, 실트스톤, 셰일로 구성되며 일부 층준에서 사암과 역암이 교호한다. 상부층원에서는 Trigonioides(s.s.) kodairai, Plicatounio(s.s.) multiplicatus, Nagdongia soni, Brotiopsis wakinoensis, Viviparus sp. indet.가 산출되었다.
Pteraichnus koreanensis
2004년 익룡 발자국이 하동군의 한 채석장의 하산동층에서 발견되어 신종 Pteraichnus koreanensis로 이름 지어졌다. 발견된 50개의 익룡 발자국은 크기 70×50 cm의 암회색 이암 블록에 보존되어 있으며 앞, 뒷발자국이 각 25개로 이들은 익룡이 4족 보행을 하였음을 나타낸다. 층서적으로 한국에서 가장 오래된 익룡 발자국이다. 이 발자국은 현존하는 아시아에서 가장 작은 발자국이다.
서관 구조
하동군 갈사만 (하동화력발전소) 부근 2개 지역의 하산동층 중부 퇴적층에서 특이한 형태의 불규칙적인 서관 구조가 관찰되었다. 조간대 사주 지역에 위치한 서관 구조가 보존된 퇴적층은 두께 약 70 cm 정도의 사질이암층으로서 이 이암층에서는 거북의 배갑편, 경린 어류의 비늘, 이매패류의 패각편 등이 드물게 산출된다. 이곳에서 북북동으로 약 2.5 km 떨어진 금성면 가덕리에 드러난 하산동층에서도 서관 구조가 발견되었다. 도로 공사로 드러난 두께 25 m 정도의 퇴적암 지층에는 단층이 관찰되며 붉은색 이암 내지 셰일질 이암층이 흔히 발달된 가운데에 침식기저면이 뚜렷이 발달한 상향 세립화의 양상을 보이는 조립질 내지 세립질 사암층이 협재하는 것이 특징이다. 이와 함께 이질암층에는 10 내지 30 cm 두께의 사암 렌즈가 부분적으로 나타나며, 녹회색의 셰일질 이암이 간헐적으로 협재되어 나타난다. 일부 이암층에서는 무척추동물의 생흔기록이 드물게 나타나며, 탄화된 식물편(片)화석이 드물게 관찰된다. 특이 서관 구조는 하위의 붉은색 이암과 녹회색 셰일질 이암이 교호되어 있는 가운데에 회색질의 중립질 내지 세립질 사암과 녹회색 세립질 사암층이 협재하는 특성을 띠는 부분에서 나타났다. 이들 서관 구조는 건기와 우기가 뚜렷이 변하는 양극성 기후에 적응하기 위해 땅에 구멍을 파며 생활하는 소형 척추동물에 의해 생성된 것으로 해석된다.
종고섬
하동군 진교면 양포리 발꾸미 마을 인근 해안에 위치한 종고섬(N 34°59'56.79", E 127°55'16.33", 간조 시에만 출입 가능)은 연체동물 화석 산지로 유명한 지역이다. 하산동층은 주로 적색의 이암과 셰일로 구성되며 사암층도 확인된다. 퇴적층은 수평 층리가 발달하고 사암층 상부 5 cm 구간에서 복족류 화석이 밀집되어 나타난다. 이매패류 화석도 관찰되는데 Plicatounio naktongensis의 모식 산지로 알려져 있다. 이 외에 연흔, 건열, 사층리 등이 함께 관찰된다.
장구섬

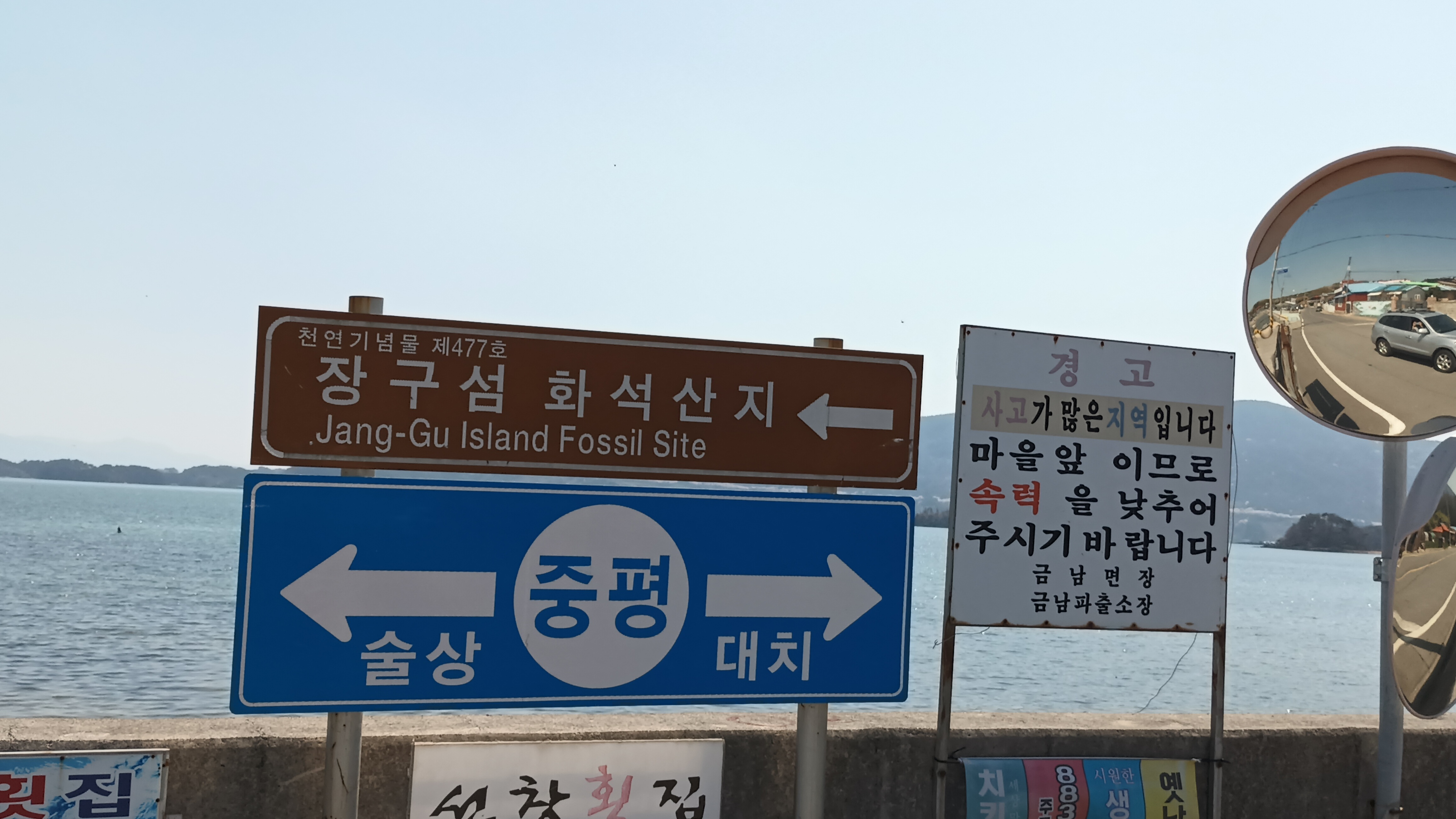
장구섬 화석산지 안내 표지판, 하동군 금남면 중평리

2002년 8월 18일 하동군 금남면 중평리의 무인도인 악도(장구섬, N 34°58'7.05", E 127°55'10.27", N 34°58'06.66", E 127°55'13.51")의 하산동층에서 국내 최초로 조각류 공룡의 이빨 화석이 발견되었다. 장구섬에서는 원시 악어의 머리뼈, 배갑 파편, 다양한 연체 동물의 화석이 발견된 바 있으며 이러한 화석들의 문화재적 가치가 인정되어 천연기념물 제477호로 지정되었다. 이 지역의 하산동층은 섬과 해안선을 따라 넓게 드러나 있으며 역암, 적색 내지는 회색의 응회질 또는 석회질(함력) 사암, 적색, 녹회색 내지 담회색 이암으로 구성된다. 지층의 전체적인 주향은 북동 30~70°, 경사는 남동 8~20°정도이며 두께는 1,200 m 정도이다. 하산동층의 중간 층준에 해당하는 장구섬은 북동 30°주향으로 발달하는 단층에 의해 섬 중앙부가 장구처럼 잘록하게 차별 침식되어 북서쪽과 남동쪽 섬으로 구분되며 조각류 이빨이 발견된 층준은 북서쪽 섬의 북동쪽 끝 담회색 내지 녹회색의 실트스톤 혹은 세립질 사암층이다.
금남면 송문리 수문마을
하동군 금남면 송문리 수문마을 해안의 노두에서 공룡 알 껍데기 화석이 발견되었다. 공룡 알의 수는 노두 표면에 2~3개이고, 암석에 내재되어 있는 알껍데기 파편의 잔존 흔적으로 합산하여 추정할 때 모두 6~7개 정도로 추정된다. 본 화석의 산출 층준은 하산동층 상부로서 Trigonioides Kodairai Kobayashi & Suzuki, 1936의 모식 산지 직하부에 해당하며 1972년 발견된 공룡알 화석 산지로부터 동쪽으로 약 50 m 떨어진 곳이다. 이 층은 이암, 실트스톤과 같은 세립질 퇴적물로 두껍게 쌓여 있고 사암과 역암이 협재되어 있다. 본 화석 산지 상하 인접 지층에서는 공룡 알 이외에 이빨과 늑골(肋骨) 화석이 발견되며 약 20 m 상부 층준에서는 용각류의 족흔열(足痕列, tracksway)이, 다시 25 m 상부에는 골편(骨片) 화석이 나타난다.
금남면 대송리

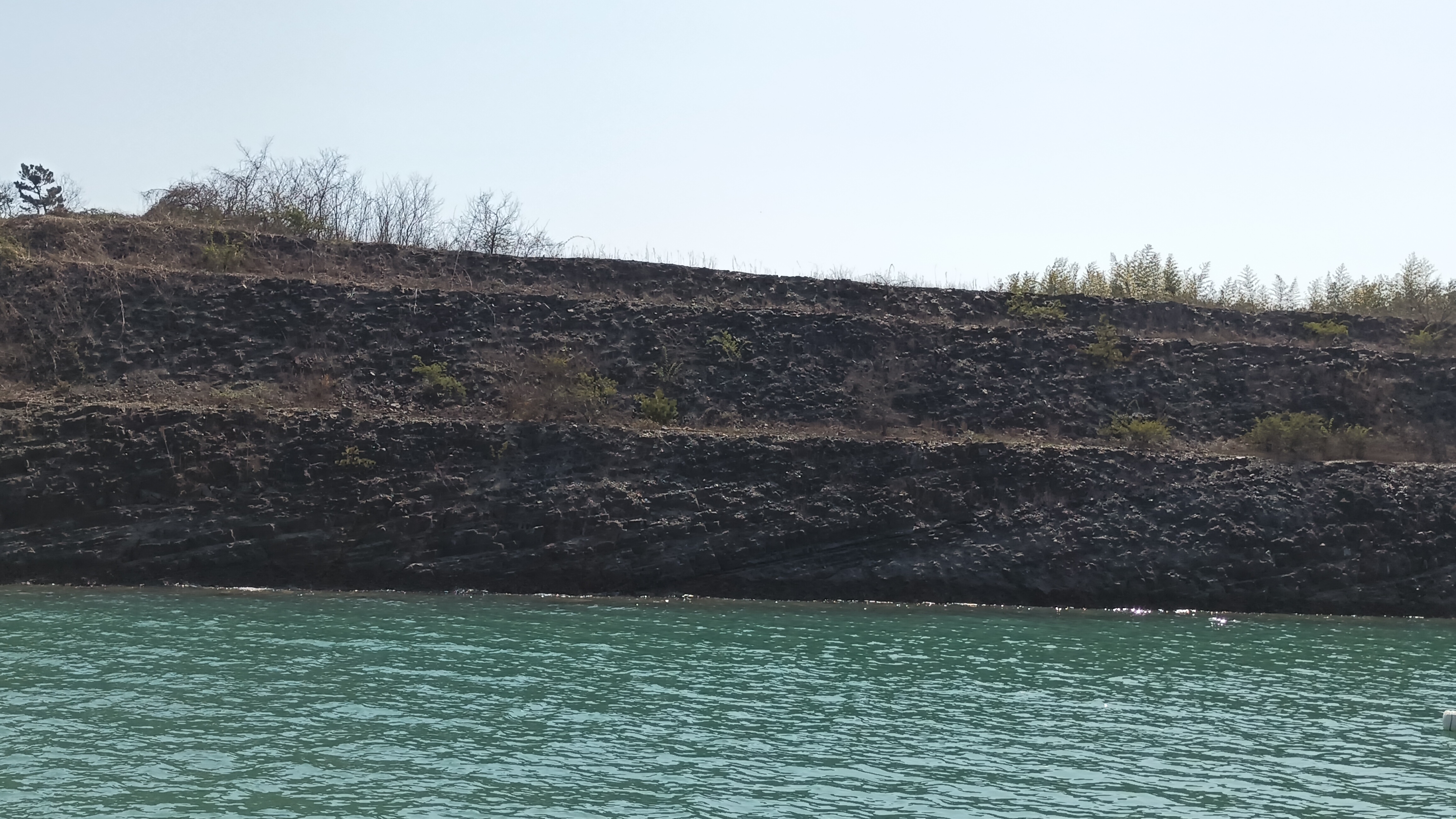
금남면 대송리 남쪽 곶의 하산동층. 남동쪽으로 경사한다.

하동군 금남면 대송리 한치마을의 해안(N 34°57'22.35", E 127°50'20.07")에 드러난 하산동층에서 복족류 화석 Brotiopsis wakinoensis가 산출되었다. 이곳의 하산동층은 회색 또는 담회색 이암과 사암 및 셰일이 우세하며 16개 층준에 걸쳐 다량의 복족류 화석이 산출된다. 화석이 산출되는 상, 하위 지층에는 연흔, 건열, 사층리 등의 구조가 발견된다. 화석 산지의 상부 층준에서 관찰된 사층리는 고수류가 남동쪽으로 흘렀음을 지시한다.
하동군 금남면 대송리 남쪽 곶(대송리 575~547 일대)에 분포하는 하산동층(위 사진)에는 복족류 패각화석이 산출된다. 이 지역의 전반적인 구성 암석은 녹회색의 중립사암, 세립사암 그리고 회색 내지 암회색의 실트스톤과 이암 등으로서, 판상 내지 사엽층리, 곡상 사층리, 건열 구조, 서관구조, 석회질 단괴등이 수반되어 있으며 복족류 패각화석과 이매패 패각화석, 척추동물의 골편화석, 거북의 배갑편화석, 탄화된 식물편 화석 등이 산출된다. 패각화석층에서는 전반적으로 Brotiopsis wakinoensis 단일 종만이 높은 밀도의 군집 상태로 산출된다. 한편, 이 지역에서도 나타나는 수십 m 두께의 붉은색층을 협재하지 않은 퇴적층과 양포리 및 내구리 지역의 퇴적층이 층서적으로 동일한 층준인지는 야외노두의 단속적인 발달에 의해 분명치 않으나, 이들 퇴적층의 지표 상에서의 분포 위치와 퇴적층의 주향으로 미루어 이들 퇴적층은 대략적으로 하산동층의 중부에 해당된다. 이는 하산동층의 퇴적 기간 동안에 습윤한 기후가 단기간 발달하여 충적평원 상에 소규모의 얕은 호수가 국부적으로 형성되었음을 시사해 준다.
금성면 갈사리
하동군 금성면 갈사리 나팔마을 앞 섬인 마도의 하산동층에서 1개의 보행열을 포함한 27족의 공룡 발자국 화석이 발견되었다. 이 지역에서 발견된 보행열은 4족 보행으로 보행열의 길이는 약 13.5 m이며 발자국 폭은 60-140 cm, 발자국 길이는 최대 1 m에 이르는 것도 있다. 발자국에는 앞발의 발톱이 선명하게 찍혀있으며 용각류 보행의 특징이 선명히 나타난다. 발자국이 발견된 지역은 섬의 남쪽이며 북서쪽에서는 이매패 화석도 산출되며 사층리와 석영 암맥, 생흔 화석도 흔히 발견된다.
하동군 금성면 갈사리 앞바다 사주 지역의 한 돌섬에 분포한 하산동층에서 보존 상태가 양호한 용각류 공룡 골격 화석이 발견되었다. 본 지역의 퇴적층은 직경 약 30 m의 범위로 드러나 있으며 발달 두께는 5.7 m이다.
금성면 가덕리
- 하동군 금성면 가덕리의 도로공사 현장(N 34°57'27.72", E 127°48'36.98")에서 하산동층을 절단하는 서북서 방향의 공액상 정단층들이 발견되었다. 1 m 이내의 수직변위를 보이며 발달하는 정단층들은 상반의 퇴적단위가 하반의 그것보다 두껍고 퇴적층을 모두 절단하지 못하며 단층비지나 단층각력암을 포함하지 않고 하나의 단층면으로 나타나기 때문에 퇴적동시성 단층으로 판단된다. 천영범(2018)은 이 단층들이 경상 분지의 확장 당시에 형성되었음을 지시한다고 설명하였다.[29]

주지섬
2002년 하동군 금남면 대도리에 속한 조그만 무인도인 주지섬의 하산동층에서 3개의 새로운 수각류 이빨이 산출되었다. 3개의 이빨은 낱개로 분리되어 발견되었지만 발견 장소가 매우 가깝고 같은 층준에서 발견되었으며 이빨의 형태가 동일해 같은 종류의 수각류 이빨로 추정된다. 특히 이들 이빨 중 한 개는 추정된 치관의 길이가 81 mm로 한국에서 발견된 수각류 이빨 중 가장 크다. 이들 이빨을 기존의 알려진 수각류의 표준자료군에 대비한 결과 북미에서 발견된 Acrocanthosaurus와 가장 유사하게 나타났다. 이들 이빨은 기존에 한국에서 발견된 이빨과 형태적으로 달라 새로운 수각류임을 지시한다. 중국과 몽골의 전기 백악기 수각류들과 비교했을 때 단지 이빨만 알려진 Prodeinodon (nomen dubium)의 것과 가장 유사하다. 본 표본들은 한국에서 전기 백악기 기간 동안 다양한 수각류가 존재했음을 나타내며 특히 길이가 10 m가 넘는 대형 육식 공룡도 한반도에 살았음을 지시한다.
금남면 대도리
하동군 금남면 대도리 대도의 해안선에 노출된 중부 하산동층에서 익룡의 네 번째 앞발가락 뼈 일부가 발견됐다. 전기 백악기에 생존했던 아시아 익룡들과의 크기 및 형태 비교를 통해 이 화석은 cf. Boreopteridae로 분류되었다. 이 화석은 하성 퇴적층에서 발견됐기 때문에 Boreopteridae가 강 주변에서도 생활했음을 보여준다.
임종덕 외(2002)는 금남면 대도리 대도의 하산동층에서 수각류 공룡의 이빨 화석을 발견하고 Prodeinodon의 이빨과 유사하며 megalosaurids가 쥐라기-백악기 경계를 넘어서도 생존했다고 설명했다. 그러나 윤창규(2020)은 이 화석이 Acrocanthosaurus에 속한다고 설명하였다.

### 사진
아래 사진에 제시된 하산동층의 해안가 노두는 모두 도로에 인접해 있어 차량 및 도보로 접근 가능하다.
하동군 진교면 양포리-술상리 해안의 하산동층 (진교면 양포리 산 24, 산 8-54 및 술상리 산 96-14 해안지역)
- 진교면 양포리 산 24
북위 35° 00′ 15.8″ 동경 127° 55′ 16.7″ / 북위 35.004389°  동경 127.921306°
- 진교면 양포리 산 24
북위 35° 00′ 15.7″ 동경 127° 55′ 17.7″ / 북위 35.004361°  동경 127.921583°
- 노두 전경
북위 34° 59′ 59.6″ 동경 127° 55′ 08.2″ / 북위 34.999889°  동경 127.918944°
- 사진 뒤로 보이는 건물은 발꾸미횟집(진교면 발꾸미길 102)
북위 35° 00′ 02.8″ 동경 127° 55′ 10.0″ / 북위 35.000778°  동경 127.919444°
- 한 개 층준에 선명한 연흔 구조가 드러나 있다.
북위 35° 00′ 02.0″ 동경 127° 55′ 09.6″ / 북위 35.000556°  동경 127.919333°
- 자색사암과 셰일이 교호
북위 34° 59′ 59.6″ 동경 127° 55′ 08.1″ / 북위 34.999889°  동경 127.918917°
- 퇴적동시성 정단층
북위 34° 59′ 59.7″ 동경 127° 55′ 08.1″ / 북위 34.999917°  동경 127.918917°
- 진교면 술상리 술상항 북서쪽 해안로 나무데크길 아래의 하산동층
북위 34° 59′ 23.9″ 동경 127° 55′ 09.1″ / 북위 34.989972°  동경 127.919194°

하동군 금남면 대치리 해안의 하산동층 (금남면 대치리 산 116-1 및 산 120-19 해안지역)
- 금남면 대치리 산 116-1
북위 34° 57′ 31.2″ 동경 127° 53′ 52.6″ / 북위 34.958667°  동경 127.897944°
- 금남면 대치리 산 116-1
북위 34° 57′ 32.9″ 동경 127° 53′ 53.8″ / 북위 34.959139°  동경 127.898278°
- 금남면 대치리 산 116-1
북위 34° 57′ 33.8″ 동경 127° 53′ 53.9″ / 북위 34.959389°  동경 127.898306°
- 금남면 대치리 산 116-1
북위 34° 57′ 33.8″ 동경 127° 53′ 53.9″ / 북위 34.959389°  동경 127.898306°
- 금남면 대치리 산 116-1
북위 34° 57′ 34.1″ 동경 127° 53′ 53.8″ / 북위 34.959472°  동경 127.898278°
- 사질역암층
북위 34° 57′ 29.6″ 동경 127° 53′ 41.0″ / 북위 34.958222°  동경 127.894722°
- 역들이 군데군데 박혀 있다.
북위 34° 57′ 29.3″ 동경 127° 53′ 39.9″ / 북위 34.958139°  동경 127.894417°
- 북위 34° 57′ 27.3″ 동경 127° 53′ 43.0″ / 북위 34.957583°  동경 127.895278°
- 북위 34° 57′ 27.4″ 동경 127° 53′ 43.0″ / 북위 34.957611°  동경 127.895278°
- 북위 34° 57′ 27.0″ 동경 127° 53′ 43.1″ / 북위 34.957500°  동경 127.895306°

하동군 금남면 송문리 해안의 하산동층 (금남면 송문리 산 191 남동 해안지역)
- 이암층 위에 하도구조에 의해 형성된 사암층이 퇴적되었다. 뒤로 남해대교가 보인다.
북위 34° 56′ 50.8″ 동경 127° 51′ 08.1″ / 북위 34.947444°  동경 127.852250°
- 선명한 사층리 구조
북위 34° 56′ 50.9″ 동경 127° 51′ 08.5″ / 북위 34.947472°  동경 127.852361°
- 남측에서 바라본 노두
북위 34° 56′ 50.6″ 동경 127° 51′ 08.7″ / 북위 34.947389°  동경 127.852417°
- 사층리 구조
북위 34° 56′ 50.9″ 동경 127° 51′ 08.5″ / 북위 34.947472°  동경 127.852361°
- 선명한 사층리 구조
북위 34° 56′ 51.0″ 동경 127° 51′ 08.7″ / 북위 34.947500°  동경 127.852417°
- 뒤로 남해대교가 보인다.
북위 34° 56′ 51.1″ 동경 127° 51′ 08.3″ / 북위 34.947528°  동경 127.852306°
- 노두 근경
북위 34° 56′ 51.6″ 동경 127° 51′ 08.5″ / 북위 34.947667°  동경 127.852361°

## 광산과 지하자원

### 하동-산청 회장암체(철-티타늄)
하동-산청 회장암체는 영남 육괴의 지리산 편마암 복합체 분포지 내 하동군~산청군 지역에 남북으로 약 45 km, 동서로 약 10 km 규모로 분포하는 원생대의 회장암으로, 철-타이타늄 광상이 산출된다.

### 상촌 금광상
하동군 북천면 화정리 상촌마을 지역에는 회장암 내에 금 광상(상촌광상)이 발달한다. 하동 상촌광상은 회장암 내 발달하는 단층파쇄대를 충전하는 석영맥으로 폭 0.3 m의 단일맥인 광맥의 주향은 남-북 방향에 동쪽으로 80° 경사진다. 황철석, 황동석, 방연석, 섬아연석, 유비철석, 호박금 등의 광물이 산출된다.

### 낙동층무연탄
경상 누층군 낙동층 하부의 흑색 셰일 중에는 무연탄 내지 탄질셰일이 포함되어 있으며 하동군 내 2개 지역에 채탄장이 존재했었다. 관곡리 채탄장은 하동군 진교면 관교리의 산릉에 위치했으며 주향 북동 50°, 경사 남동 14°의 흑색 셰일 중에 협재되는 탄질셰일을 채굴하였다. 안심리 채탄장은 하동군 진교면 백련리 안심마을의 낙동층 하부 조립/중립 암회색 사암 사이에 협재된 흑색 셰일 중에 있는 1 m 두께의 탄질셰일을 채굴하였다. 두 채탄장의 갱도는 붕괴되거나 침수되어 있다.

## 같이 보기
- 한국의 지질
- 경상 분지
- 영남 육괴
- 하동군